# Stříbrné vodopády
Stříbrné vodopády jsou soustava pěti vodopádů na severozápadním okraji Národního parku Podyjí na hranici katastrů obce Onšov a městyse Vranov nad Dyjí.

## Popis
Vodopády napájí Stříbrný potok pramenící na návsi Onšova. Pod místní čističkou odpadních vod při západním okraji obce potok zprvu mírně a posléze prudce klesá úzkou, zalesněnou strží do hlubokého údolí pod Vranovskou přehradou, kde ukončuje svůj více než kilometrový tok vyústěním do řeky Dyje. Hlavní rameno potoka přibírá po několika stech metrech bezejmenný levostranný přítok. Odtud se jeho koryto rozšiřuje a objevují se nejprve menší metrové stupně a dále po několika desítkách metrů níže pět kaskádovitých převážně volně padajících (pravých) vodopádů o výšce od 3 do 8 metrů.

### Jednotlivé vodopády
- Horní vodopád tvoří nejhůře přístupný nepravý vrchní úsek o výšce 2 m a větší dolní úsek o výšce 6 m, padající po ukloněné rozpukané skalní stěně.
- O několik desítek metrů níže navazují převážně pravé prostřední vodopády, padající ze skalních bloků o výšce takřka 3 m. Pod každým z těchto tří vodopádů vytváří voda v místě dopadu mělké tůně.
- Dolní úsek tvoří největší dolní vodopád. Skládá se z horního dvouramenného čtyřstupňového úseku s lomy o celkové výšce cca 3 m a dolního převážně volně padajícího úseku o výšce cca 5 m.

## Geologický původ
Geologický původ vodopádů je převážně tektonický. Hořejší části koryta potoka dominuje rulové podloží, dolní části fylit a svor s vysokým obsahem slídy. Přítomnost stříbřitě světélkující slídy dala název vodopádům a potoku, jenž vranovští Němci v minulosti místním nářečím nazývali „Silberbrindl“, tedy něco jako Stříbrná bystřina či potůček. Patrně stejný původ má staré německé označení bývalé těžební štoly Silberloch, nacházející se poblíž vyústění potoka (v doslovném překladu „Stříbrná díra“).

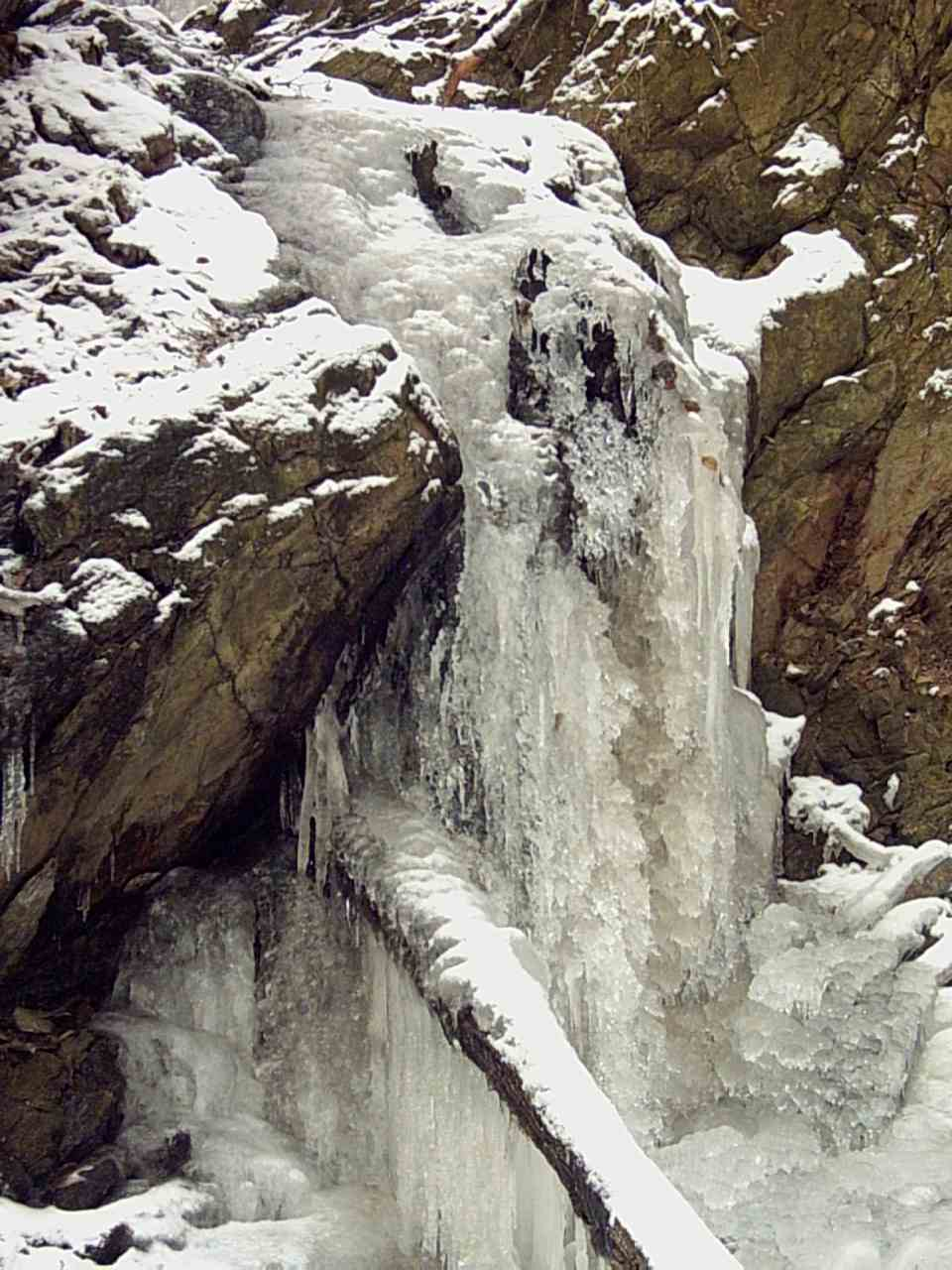
Dolní vodopád - detail dolního úseku v zimě (prosinec 2003)

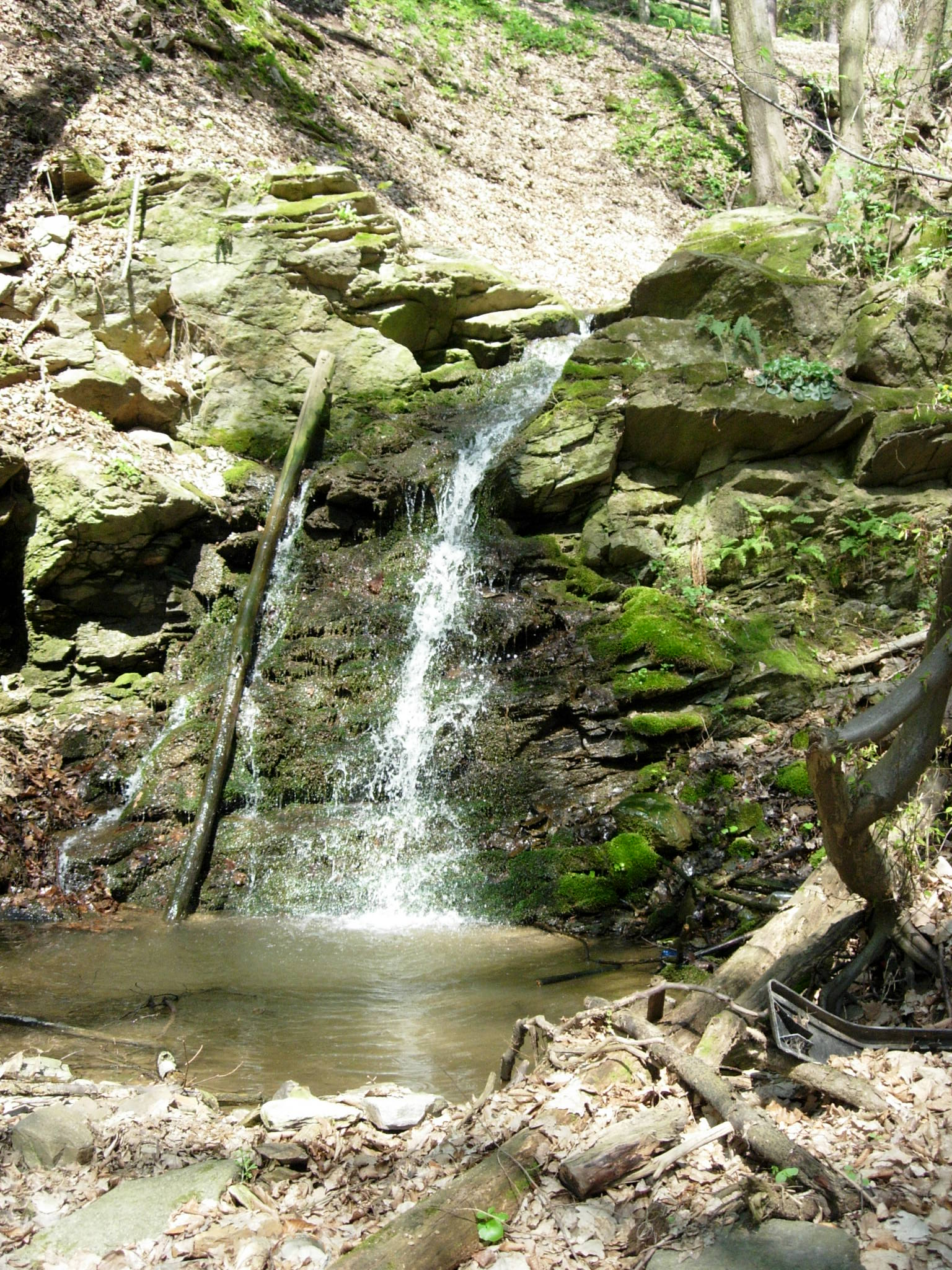
Prostřední vodopády - hořejší úsek (II. vodopád) - duben 2010
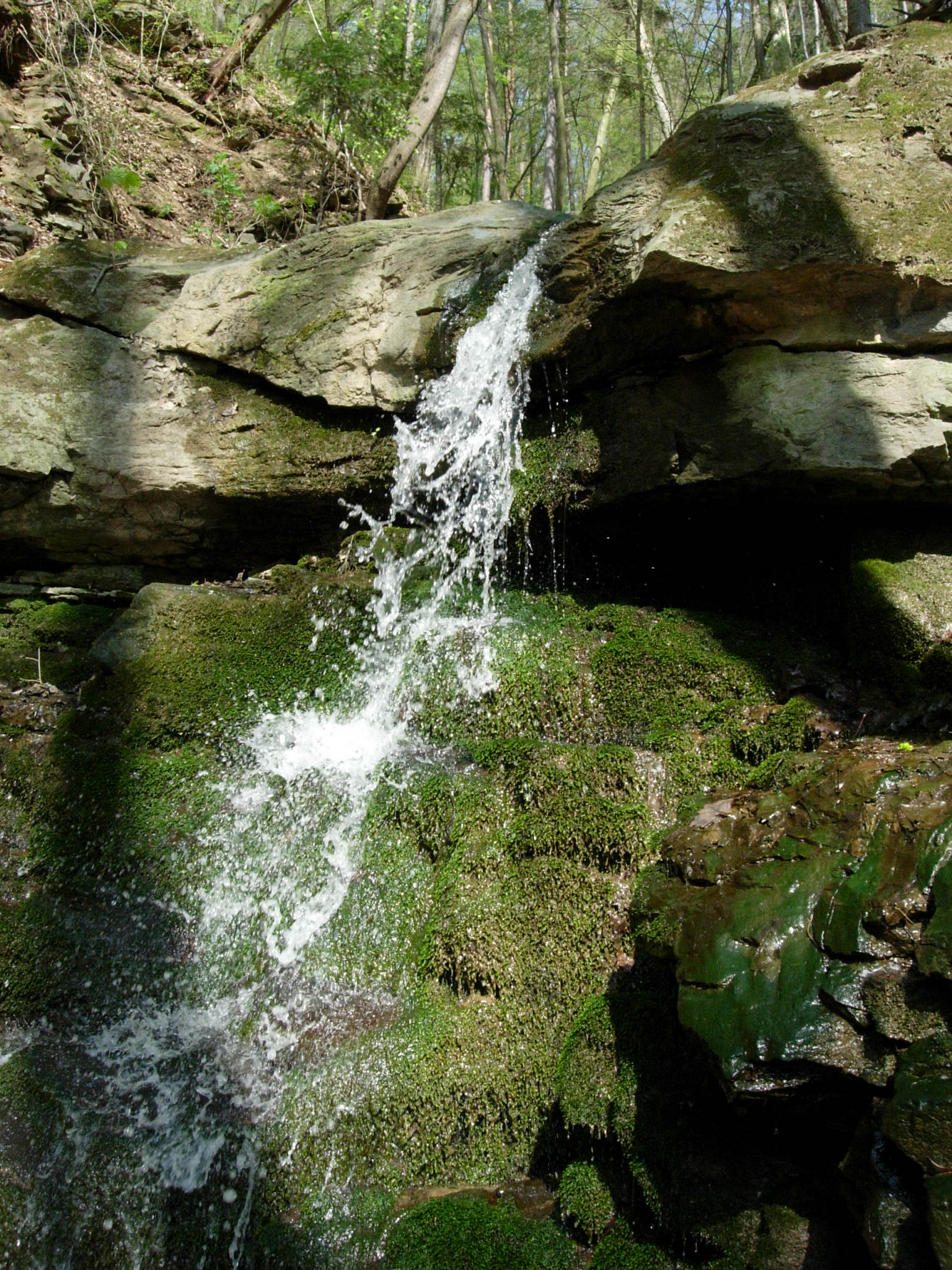
Prostřední vodopády - deltail dolního úseku (V. vodopád) - duben 2010
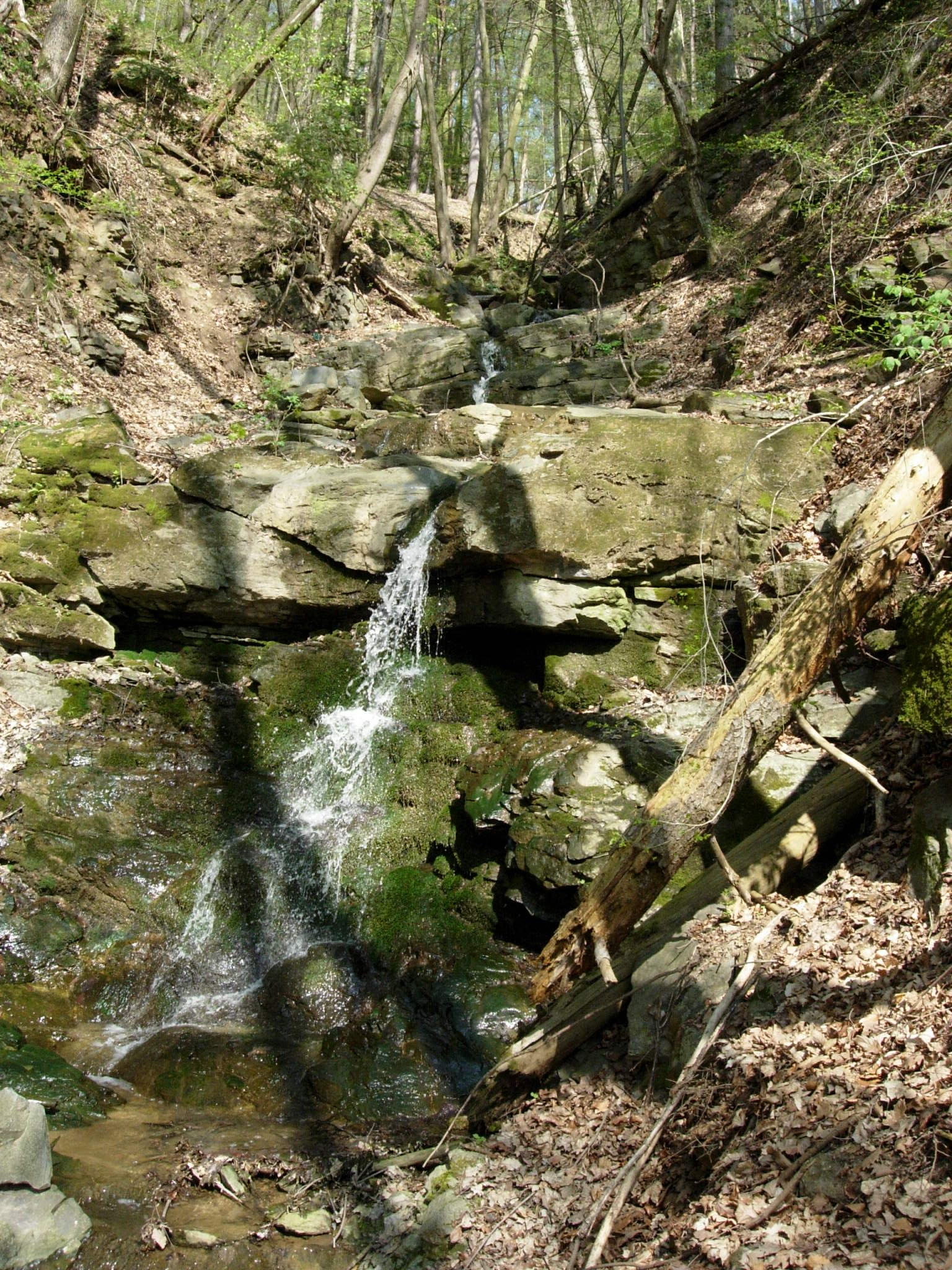
Prostřední vodopády - celkový pohled na dolní úsek (III. a IV. vodopád) - duben 2010
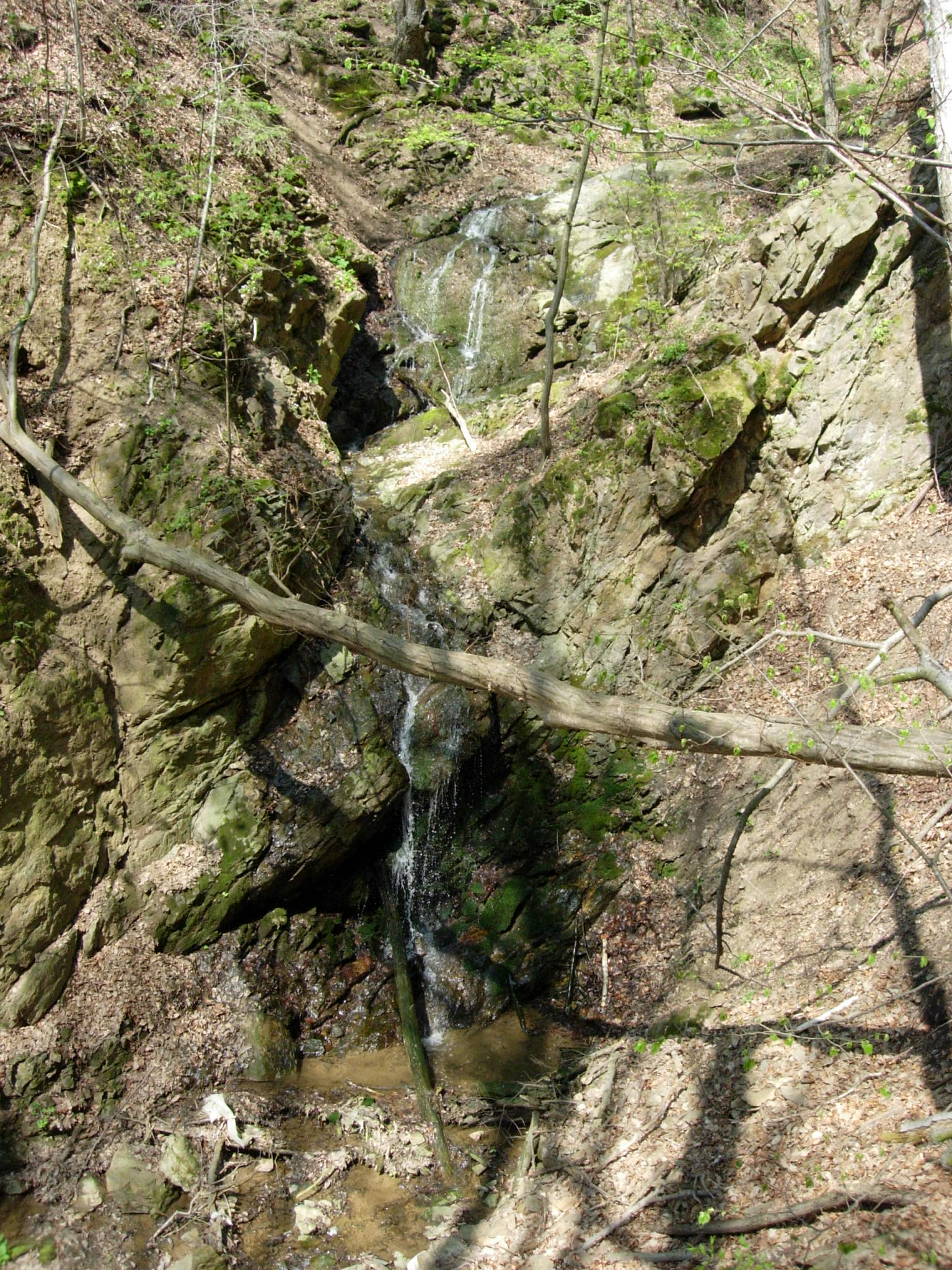
Dolní vodopád - celkový pohled (V. vodopád) - duben 2010
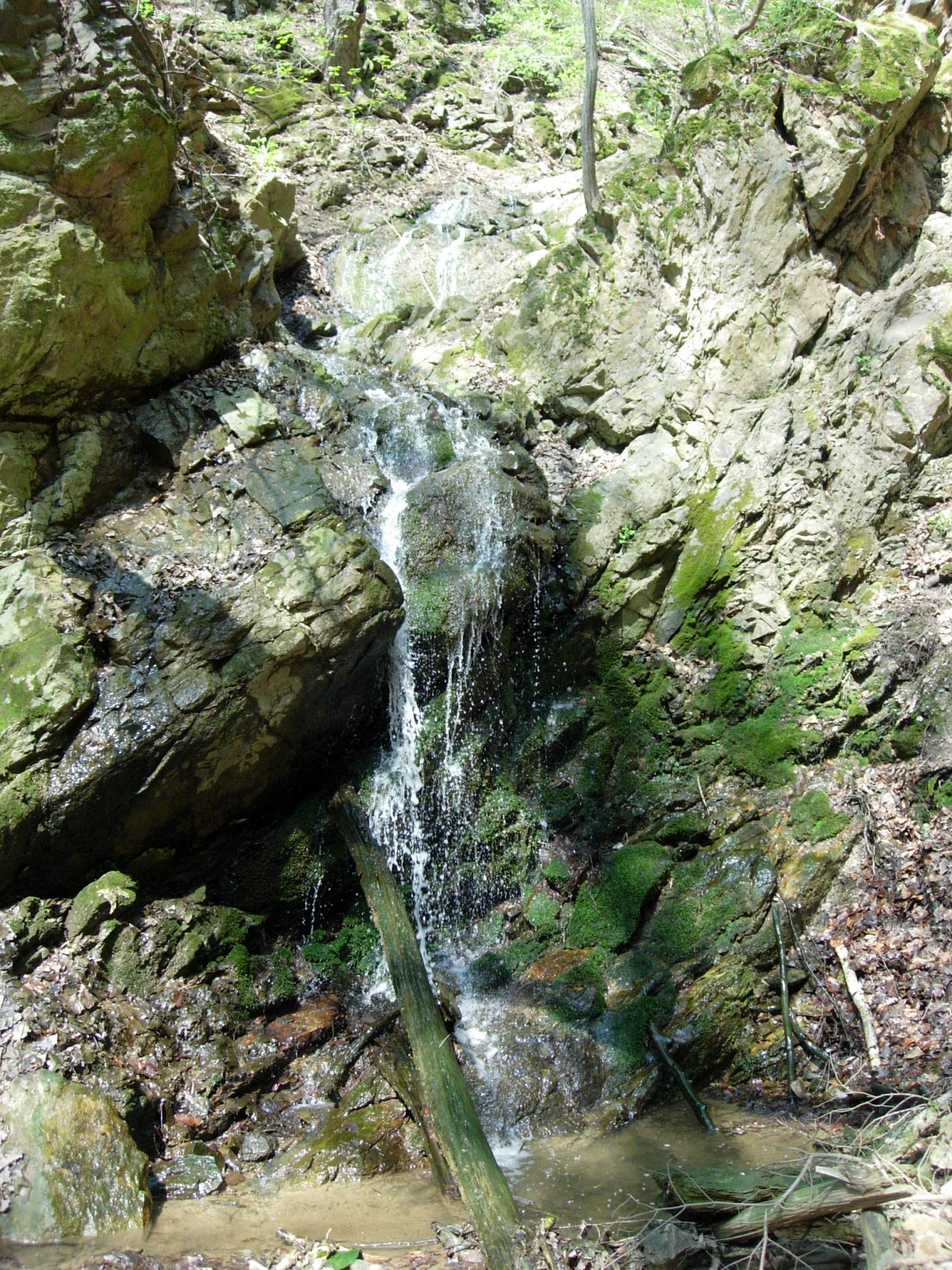
Dolní vodopád - detail dolního úseku (duben 2010)
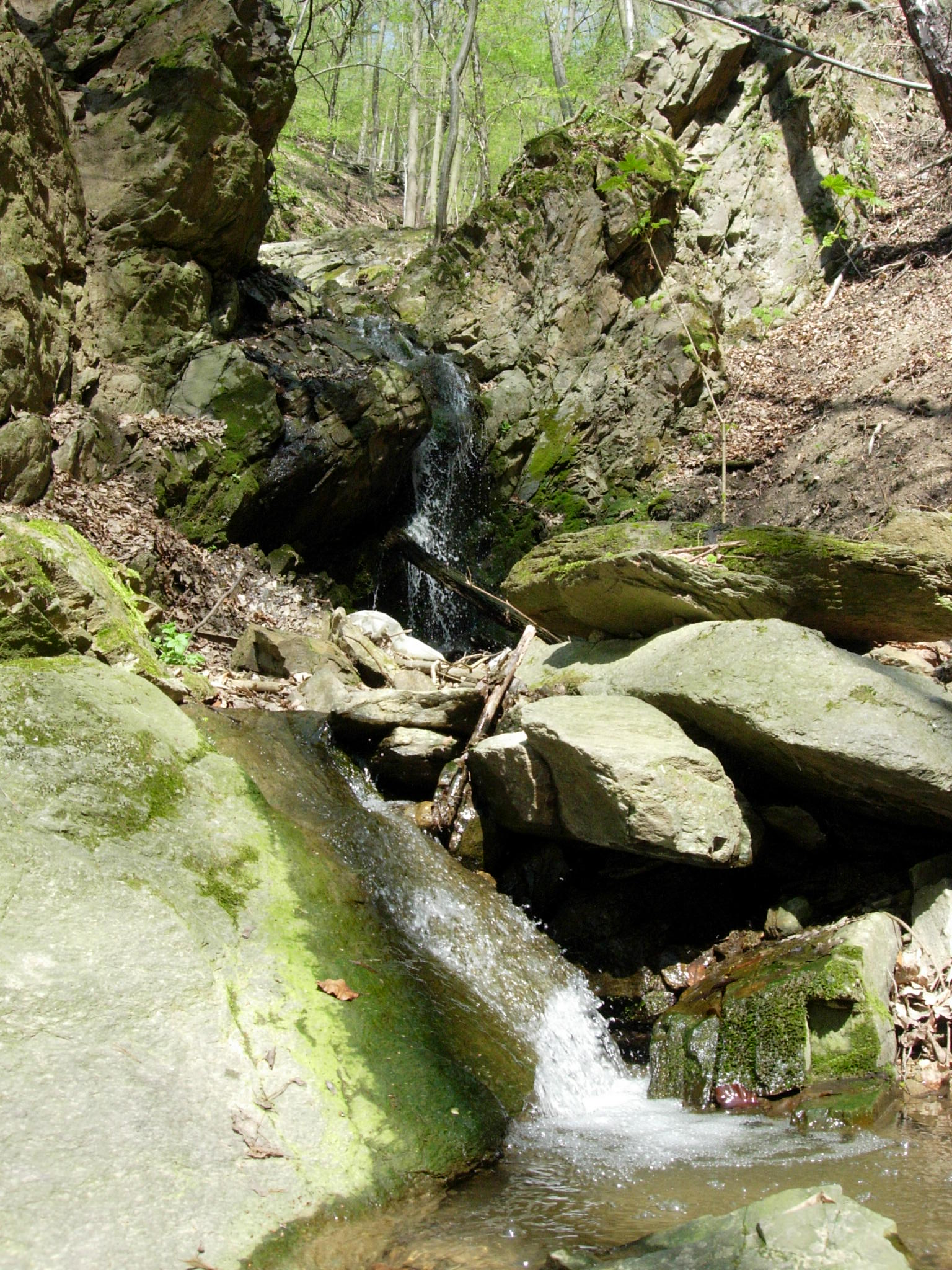
Dolní vodopád - spodní pohled (duben 2010)

## Turistika
Vzhledem k suššímu klimatu Podyjí, způsobenému srážkovým stínem Vysočiny, je nejvhodnější doba k návštěvě vodopádů v období jarního tání. V letních měsících po větších deštích, kdy se do potoka soustředí voda spláchnutá z onšovských polí. Při pohledu z Vranova nad Dyjí se to projevuje charakteristickou mlhovinou, která se nad lesním porostem rokliny v té době objevuje. V zimním období vytváří potok půvabné ledopády.
Nejpohodlnější přístup k vodopádům umožňuje od roku 2017 žlutě značená turistická Dorého naučná stezka budovaná vranovským spolkem Clary z. s. Stezka vede od rozcestí nad Kaplí Nejsvětější Trojice u silničních serpentin nad Vranovem nad Dyjí. Odbočuje od místní modře značené Claryho naučné stezky a využívá bývalou mlynářskou lesní cestu, vedoucí do údolí Dyje pod přehradní hráz. Několik desítek metrů před vyústěním Stříbrného potoka do Dyje odbočuje z cesty doprava pěšina, sledující potok s vodopády po hraně rokliny. Dolní vodopád lze pozorovat z vyhlídkového odpočívadla s posezením. Další přístup k vodopádům je seshora od obce Onšov po jiném úseku Claryho naučné stezky s odbočením na rozcestí na kraji lesa po žluté značce.